# San Jorge, San Miguel el Alto
San Jorge är en ort i Mexiko.   Den ligger i kommunen San Miguel el Alto och delstaten Jalisco, i den centrala delen av landet, 400 km väster om huvudstaden Mexico City. San Jorge ligger 2 103 meter över havet och antalet invånare är 130.
Terrängen runt San Jorge är platt västerut, men österut är den kuperad. Runt San Jorge är det ganska tätbefolkat, med 52 invånare per kvadratkilometer. Närmaste större samhälle är San Miguel el Alto, 10,2 km norr om San Jorge. I omgivningarna runt San Jorge växer huvudsakligen savannskog.